# 鄧克利 (澳大利亞國會選區)
鄧克利選區（英語：Division of Dunkley），是澳大利亞維多利亞州的下議院選區，位於州府墨爾本南郊。面積138平方公里。
選區始於1984年，選區名是紀念工會人士路易莎·鄧克利。是工黨和自由黨競爭的選區。2024年起目前當區議員是工黨的喬迪·貝利亞。